# Meinipílguino
Meinipílguino (en rus: Мейныпильгыно) és un poble del districte autònom de Txukotka, a Rússia, que el 2018 tenia 333 habitants.